# 3011 Chongqing
A 3011 Chongqing (ideiglenes jelöléssel 1978 WM14) egy kisbolygó a Naprendszerben. A Bíbor-hegyi Obszervatórium fedezte fel 1978. november 26-án.